# Меркуриада
Меркуриада (итал. Mercuriade) — врач, хирург, итальянка и автор медицинских текстов XIV века. Одна из немногих известных врачей-женщин средних веков.
Меркуриада была студенткой Салернского университета; она написала тексты «Кризис», «Губительная лихорадка» и «Излечение ран». Её работы были включены в Collectio Salernitana.
Вместе с Абеллой, Ребеккой де Гуарна и Франческой де Романа считается одной из «Дам из Салерно», которые с самого начала посещали медицинскую школу в Салерно и способствовали «медицинскому возрождению» в Европе.